# SIAI S.17
Die SIAI S.17 war ein Rennflugboot des italienischen Flugzeugherstellers SIAI-Marchetti, mit dem SIAI die Schneider-Trophy gewinnen wollte. Die Schneider-Trophy sollte als Werbemaßnahme das Flugbootgeschäft ankurbeln.

## Geschichte
Die Wasserflugzeuge der SIAI, wie die SIAI S.9, hatten großen Erfolg bei Luftrennen. Deshalb wurde beschlossen, eine spezielle Serie aufzubauen, um diese Erfolge zu festigen. Dabei ging es mehr um Leistung als um Zweckmäßigkeit. SIAI experimentierte mit verschiedenen Motoren und setzte die Maschine bei mehreren Rennen ein.
Das Flugzeug sollte nach Plänen von SIAI die Schneider-Trophy gewinnen, war jedoch nicht erfolgreich; das Flugzeug stürzte über dem Lago Maggiore ab. Für das Nachfolgemodell SIAI S.19 setzte man auf eine neue Konstruktion.

## Technik
Wie die Vorgängermodelle war die S.17 ein Doppeldeckerflugboot mit einem bootsförmigen Holzrumpf. Die Tragflächen waren, wie auch schon bei den Vorgängermaschinen SIAI S.8 bis SIAI S.12, mit Stoff bespannt. Für den Antrieb sorgte ein Ansaldo San Giorgio 4E-14 mit 310 PS mit einer Zweiblattluftschraube, der als Druckantrieb arbeitete und sich direkt an der Unterseite der oberen Tragfläche befand. Diese Version stürzte jedoch ab.

## Technische Daten
| Kenngröße             | Daten                                             |
| --------------------- | ------------------------------------------------- |
| Besatzung             | 1                                                 |
| Spannweite            | 7,7 m                                             |
| Länge                 | 7,6 m                                             |
| Höhe                  | 2,7 m                                             |
| Antrieb               | ein Ansaldo San Giorgio 4E-14 mit 310 PS (228 kW) |
| Reisegeschwindigkeit  | 170 km/h                                          |
| Höchstgeschwindigkeit | 190 km/h                                          |
| Reichweite            | ca. 600 km                                        |
| Bewaffnung            | keine                                             |